# Raphe pterygomandibularis

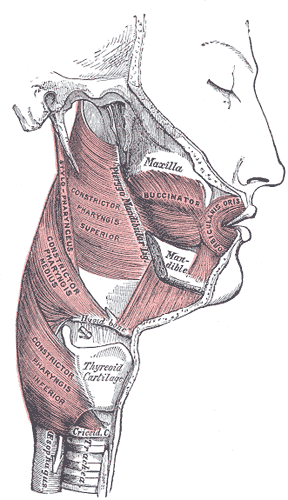
Lage der Raphe pterygomandibularis – in der Abb. mit Pterygo Mandibular Lig. bezeichnet

Die Raphe pterygomandibularis (Raphe von griechisch ῥαφή  Naht) ist ein beidseitiger Sehnenstreifen, welcher den Musculus buccinator und den Musculus constrictor pharyngis superior miteinander verbindet. Sie befindet sich beim Menschen zwischen dem Hakenfortsatz des Keilbeins (Hamulus pterygoideus des Os sphenoidale) und der Linea mylohyoidea des Unterkieferknochens (Mandibula). Bei weit geöffnetem Mund wirft die Raphe pterygomandibularis eine Schleimhautfalte auf, die als Plica pterygomandibularis bezeichnet wird.